# Фонте Макароне (Кјети)
Фонте Макароне (итал. Fonte Maccarone) је насеље у Италији у округу Кјети, региону Абруцо.
Према процени из 2011. у насељу је живело 88 становника. Насеље се налази на надморској висини од 117 м.